# 海因茨·霍尔尼希
海因茨·霍尔尼希（德語：Heinz Hornig，1937年9月28日—），德国前男子足球运动员，场上位置是前锋。他曾代表西德国家队参加1966年国际足联世界杯，结果队伍获得亚军。